# Liste des gares en Pays de la Loire

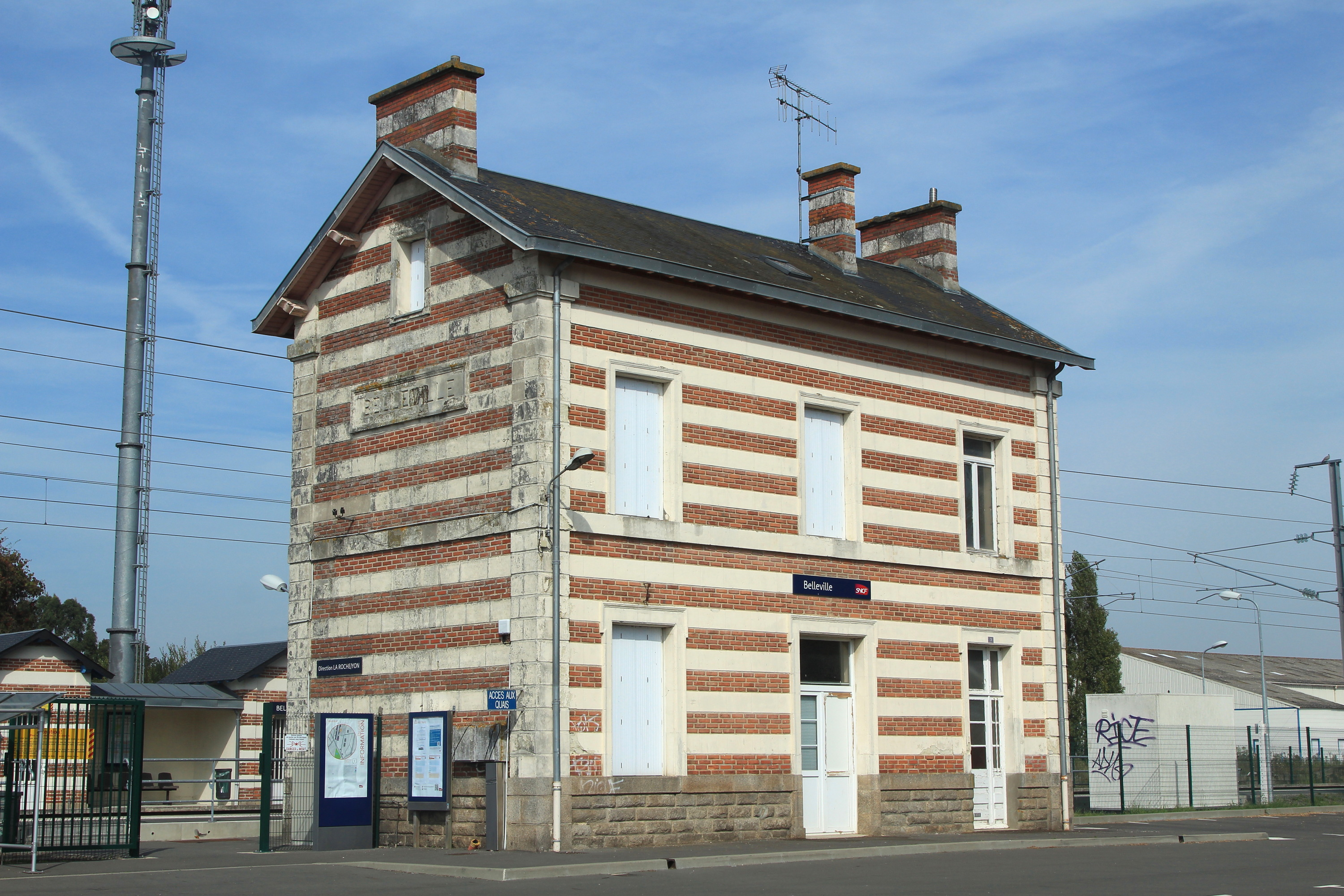
Bâtiment voyageurs de la gare de Belleville.

La liste des gares en Pays de la Loire, est une liste des gares ferroviaires, haltes ou arrêts, situées en Région Pays de la Loire. 
Liste non exhaustive :

## Gares ferroviaires des lignes du réseau national

### Gares SNCF ouvertes au trafic voyageurs
Cette liste concerne les gares ou haltes de la SNCF, situées sur le territoire de la région Pays de la Loire. Elles sont majoritairement référencées sur le site internet SNCF TER Pays de la Loire. Quelques différences existent du fait que ce site ajoute quelques gares situées dans des départements limitrophes et qu'il en retranche quelques autres desservies uniquement par le réseau d'une autre région. 
- Gare d'Abbaretz
- Gare d'Ancenis
- Gare d'Angers Maître-École
- Gare d'Angers Saint-Laud
- Gare d'Arnage
- Gare d'Aubigné-Racan
- Gare de Babinière
- Gare de Basse-Indre - Saint-Herblain
- Gare de Batz-sur-Mer
- Gare de Belleville-sur-Vie
- Gare de Beslé
- Gare de Bouaye
- Gare de Bourgneuf-en-Retz
- Gare de Bournezeau
- Gare de Boussay - La-Bruffière
- Gare de Challans
- Gare de Chalonnes-sur-Loire
- Gare de Champagné
- Gare de Champtocé-sur-Loire
- Gare de Chantenay
- Gare de Chantonnay
- Gare de Châteaubriant
- Gare de Château-du-Loir
- Gare de Chemillé
- Gare de Cholet
- Gare de Clisson
- Gare de Conlie
- Gare de Connerré - Beillé
- Gare de Cordemais
- Gare de Couëron
- Gare de Cugand
- Gare de Domfront (Sarthe)
- Gare de Donges
- Gare de Drefféac
- Gare d'Écommoy
- Gare d'Erdre-Active
- Gare d'Étriché - Châteauneuf
- Gare d'Évron
- Gare de Fougeré
- Gare de Gorges
- Gare de Haluchère-Batignolles
- Gare d'Ingrandes-sur-Loire
- Gare d'Issé
- Gare de La Baule-Escoublac
- Gare de La Baule-les-Pins
- Gare de La Bernerie
- Gare de La Bohalle
- Gare de la Chaize-le-Vicomte
- Gare de La Chapelle-Aulnay
- Gare de La Chapelle-Centre
- Gare de La Croix-de-Méan
- Gare de La Ferté-Bernard
- Gare de La Guierche
- Gare de La Haie-Fouassière
- Gare de La Hutte-Coulombiers
- Gare de La Ménitré
- Gare de La Mothe-Achard
- Gare de La Possonnière
- Gare de La Roche-sur-Yon
- Gare de La Suze
- Gare de Laigné - Saint-Gervais
- Gare de Laval
- Gare de L'Herbergement - Les Brouzils
- Gare du Cellier
- Gare du Croisic
- Gare du Genest
- Gare du Mans
- Gare du Mans-Hôpital-Université
- Gare du Pallet
- Gare du Pouliguen
- Gare du Vieux-Briollay
- Gare des Moutiers-en-Retz
- Gare des Rosiers-sur-Loire
- Gare des Sables-d'Olonne
- Gare de Luçon
- Gare de Machecoul
- Gare de Massérac
- Gare de Mauves-sur-Loire
- Gare de Mayet
- Gare de Montaigu
- Gare de Montbizot
- Gare de Montfort-le-Gesnois
- Gare de Montoir-de-Bretagne
- Gare de Montreuil-Bellay
- Gare de Montsûrs
- Gare de Morannes
- Gare de Nantes
- Gare de Neau
- Gare de Neuville-sur-Sarthe
- Gare de Nort-sur-Erdre
- Gare de Noyen
- Gare d'Olonne-sur-Mer
- Gare d'Oudon
- Gare de Penhoët
- Gare de Pontchâteau
- Gare de Pornic
- Gare de Pornichet
- Gare de Port-Brillet
- Gare de Port-Saint-Père - Saint-Mars
- Gare de Pouzauges
- Gare de Rezé-Pont-Rousseau
- Gare de Sablé
- Gare de Saumur
- Gare de Savenay
- Gare de Savennières - Béhuard
- Gare de Sceaux - Boëssé
- Gare de Sévérac
- Gare de Sillé-le-Guillaume
- Gare de Sainte-Pazanne
- Gare de Saint-Étienne-de-Montluc
- Gare de Saint-Gildas-des-Bois
- Gare de Saint-Gilles-Croix-de-Vie
- Gare de Saint-Hilaire-de-Chaléons
- Gare de Saint-Hilaire-de-Riez
- Gare de Saint-Mars-la-Brière
- Gare de Saint-Mathurin
- Gare de Saint-Nazaire
- Gare de Saint-Pierre-la-Cour
- Gare de Saint-Sébastien-Frêne-Rond
- Gare de Saint-Sébastien-Pas-Enchantés
- Gare de Sucé-sur-Erdre
- Gare de Teillé
- Gare de Thouaré
- Gare de Tiercé
- Gare de Torfou
- Gare de Trélazé
- Gare de Vaas
- Gare de Varades - Saint-Florent-le-Vieil
- Gare de Vertou
- Gare de Vivoin-Beaumont
- Gare de Voivres
- Gare de Voutré

### Gares ouvertes uniquement au trafic fret
- Gare d'Angers Saint-Serge
- Gare de Carquefou
- Gare de Château-Gontier
- Gare de Doulon
- Gare d'Écouflant
- Gare du Grand-Blottereau
- Gare du Mans-Triage
- Gare de Nantes-État

### Gares fermées
- Gare de Blain
- Gare de Bois-de-Céné
- Gare de Bouguenais
- Gare du Champ-Saint-Père
- Gare de Chéméré - Arthon
- Gare des Clouzeaux
- Gare de Crissé
- Gare d'Évrunes
- Gare de La Flèche
- Gare de L'Île-d'Elle
- Gare de La Feuillardais - Vue
- Gare de Fontenay-le-Comte
- Gare de La Sicaudais - Frossay
- Gare de Legé
- Gare de Louverné
- Gare de Mamers
- Gare du Mans-les-Halles
- Gare de Maulévrier
- Gare de Mayenne
- Gare de Montrelais
- Gare de Mortagne-sur-Sèvre
- Gare de Paimbœuf
- Gare de Pré-en-Pail
- Gare de Rouessé-Vassé
- Gare de Saint-André-des-Eaux
- Gare de Saint-Clément-des-Levées
- Gare de Saint-Martin-de-la-Place
- Ancienne gare de Saint-Nazaire
- Gare de Saint-Père-en-Retz
- Gare de Saint-Viaud
- Gare de Sainte-Luce
- Gare de Segré
- Gare de Torfou - Tiffauges
- Gare de Varennes-sur-Loire

## Gares démolies
- Gare de Bouchemaine (la pointe)
- Gare de la Bourse
- Gare de Bouvron
- Gare de Campbon
- Gare de Combrée
- Gare de Conquereuil
- Gare de Coudray-Plessé
- Gare de Derval
- Gare de Fay
- Gare de Freigné
- Gare du Gâvre
- Gare de Guéméné-Coismo
- Gare de Guéméné-Penfao
- Gare de Guérande
- Gare de La Maillardais
- Gare de Ligné
- Gare de Lusanger
- Gare de Mouzillon
- Gare de Nantes-Legé
- Gare de Notre-Dame-des-Landes
- Gare de Noyant-la-Gravoyère
- Gare de Nozay
- Gare de Pannecé-Riaillé
- Gare de Pouancé
- Gare de Saint-Christophe-du-Bois
- Gare de Saint-Mars-du-Désert
- Gare de Saint-Mars-la-Jaille
- Gare de Saint-Vincent-des-Landes
- Gare de Teillé
- Gare de Teillé-Mouzeil
- Gare de Treffieux
- Gare de Trefou-Guénou
- Gare de Treillières
- Gare de Vallet
- Gare de Vay
- Gare de Vergonnes
- Gare de Vigneux